# مسلمانان چین در جنگ دوم چین و ژاپن

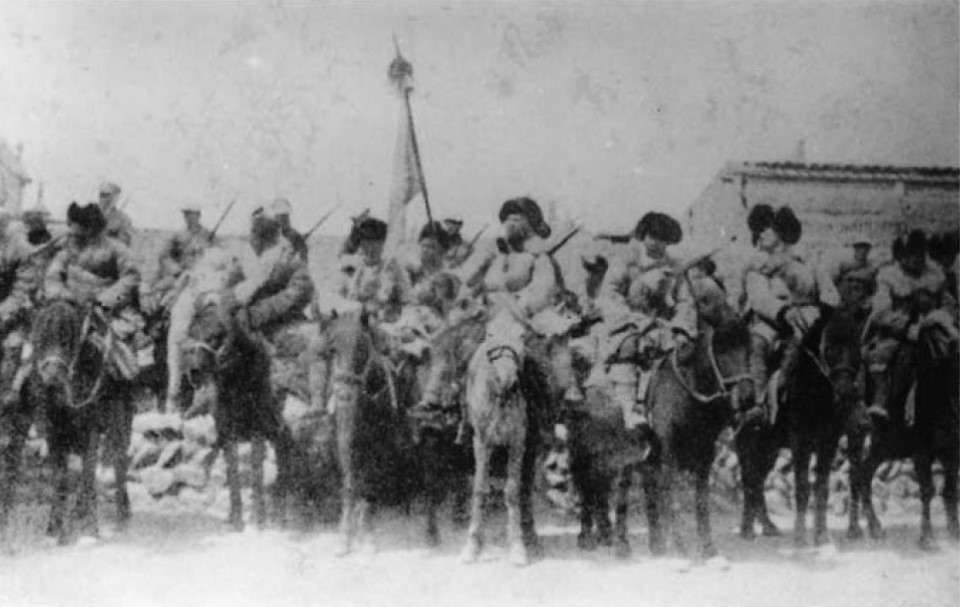
۱۹۳۹، شمال غربی چین، مبارزان مسلمان چینی برای جنگ با ژاپنی‌ها جمع شدند

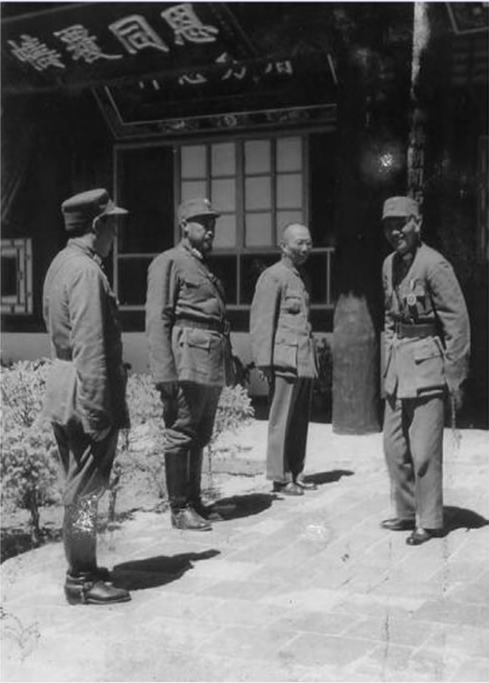
چیانگ کای‌شک (راست) با هم نژادان مسلمان، ژنرال‌های Ma Bufang (نفر دوم از چپ) و Ma Buqing (اولین نفر از چپ) در شینینگ، اوت ۱۹۴۲ ملاقات می‌کند.

مسلمانان چین در جنگ دوم چین و ژاپن (انگلیسی: Chinese Muslims in the Second Sino-Japanese War) توسط ژنرال‌های چینی و ژاپنی مورد محاکمه قرار گرفتند، آنها تمایل داشتند یا با حمایت از رده‌های بالاتر سایر جناح‌های چینی یا بدون آن با ژاپنی‌ها مبارزه کنند. ژاپن تلاش کرد تا در طول جنگ دوم چین و ژاپن به اقلیت‌های قومی کمک کند تا آنها به طرف خود بکشاند، اما در مورد مسلمانان چین تنها در مانچوکوئو و منجیانگ موفق شد.